# Gregoris Lambrakis
Grigoris Lambrakis (IPA: [ɣɾiˈɣoɾis lamˈbɾacis]) (in greco Γρηγόρης Λαμπράκης?; Kerasitsa, 3 aprile 1912 – Salonicco, 27 maggio 1963) è stato un politico, medico, triplista e lunghista greco.
Partigiano durante la seconda guerra mondiale, ed in seguito attivista per la pace nel mondo, Lambrakis fu tra i principali oppositori del governo di destra,  retto dal primo ministro Kōnstantinos Karamanlīs. Fu assassinato a Salonicco il 27 maggio 1963 da estremisti di destra, durante un comizio politico. La sua morte scosse profondamente l'opinione pubblica greca ed ispirò lo scrittore Vasilīs Vasilikos per il suo romanzo politico Z (1967).

## Primi anni
Nacque nel villaggio di Kerasitsa nel distretto di Tegea (in Arcadia, nel Peloponneso). Dopo aver terminato il liceo nella sua città natale, si trasferì ad Atene per entrare alla Scuola di Medicina presso l'Università di Atene.
Lambrakis fu un grande atleta per tutta la vita, detenendo il record greco di salto in lungo per ventitré anni (1936-1959). Vinse inoltre diverse medaglie d'oro nei giochi dei Balcani, che si svolgono ogni anno, con concorrenti provenienti da Grecia, Jugoslavia, Bulgaria, Romania e Turchia.
Durante l'occupazione della Grecia da parte dell'Asse (1941-1944), Lambrakis partecipò attivamente alla Resistenza greca. Nel 1943 fondò "l'Unione degli atleti greci" ("Ένωση των Ελλήνων Αθλητών") e organizzò regolari competizioni, usando le entrate derivanti da questi giochi per finanziare punti di distribuzione di derrate alimentari alla popolazione affamata.

## L'attivismo nel dopoguerra
Dopo la guerra completò gli studi di medicina e nel 1950 divenne professore assistente di ostetricia-ginecologia presso l'Università di Atene. Continuò ad aiutare i poveri esercitando in una piccola clinica privata per i pazienti che non potevano permettersi cure mediche.
Pur non essendo un comunista, il suo orientamento politico e ideologico era vicino alla sinistra. Fu attivamente coinvolto nel Movimento pacifista di quegli anni che esprimeva una forte opposizione alla guerra del Vietnam. Il suo schieramento politico era Sinistra Democratica Unita (in greco: Ενιαία Δημοκρατική Αριστερά - Eniea Dimocratiki Aristera - EDA), l'unico partito politico di sinistra legale nel paese dopo la guerra civile del 1946-1949 e fino al colpo di Stato del 1967.
Fu eletto al Parlamento Ellenico nelle elezioni legislative del 1961 nel collegio del Pireo.
Lo stesso anno (1961), sotto la sua iniziativa, venne istituita in Grecia la "Commissione internazionale per la distensione e la pace" (Eπιτροπή για την Διεθνή Ύφεση και Ειρήνη - Epitropi ià ti Diethni Yfesi ke Irini - EDYE). Nella sua qualità di Vice Presidente della EDYE, Lambrakis partecipò a riunioni e manifestazioni pacifiste internazionali, nonostante le frequenti minacce contro la sua vita. Il 21 aprile 1963, il movimento pacifista in Grecia organizzò la prima manifestazione pacifista da Maratona ad Atene. La polizia intervenne, impedendo la manifestazione e arrestando numerosi manifestanti (tra di loro c'era anche Mikīs Theodōrakīs). Lambrakis, protetto dalla sua immunità parlamentare, marciò da solo e arrivò alla fine del percorso tenendo la bandiera con il simbolo della pace, la stessa che aveva già portato durante la marcia di Aldermaston in Regno Unito, mentre protestavano nei pressi dell'Atomic Weapons Research Establishment (AWRE). Poco dopo anche lui fu arrestato dalla polizia.

## L'omicidio
Nel pomeriggio del 22 maggio 1963 Lambrakis intervenne a una conferenza che si teneva a Salonicco per il "Comitato greco per la pace e la distensione internazionale".
Ancor prima dell'inizio, una grande folla si era assiepata sui marciapiedi fuori dal teatro dove si teneva l'incontro, gridando slogan e insulti a tutti coloro che venivano a prenderne parte. I poliziotti e i soldati, pur essendo presenti in gran numero non assunsero alcuna iniziativa per far sgomberare quelle persone, nonostante le proteste degli organizzatori.
Conclusasi la conferenza, Lambrakis lasciò l'aula accompagnato solo da due compagni: in quel momento due estremisti di destra, Emannouel Emannouilides e Spyro Gotzamanis, alla guida di un veicolo a tre ruote, gli si avvicinarono e lo colpirono alla testa con un oggetto metallico (presumibilmente una spranga di ferro) di fronte a un gran numero di persone e agli agenti di polizia, i quali non fecero nulla per fermare il veicolo, o anche soltanto per aiutare la vittima che giaceva a terra sanguinante. Venne portato in ospedale già in coma e, nonostante fosse subito chiaro che non c'erano speranze, furono chiamati molti medici anche dall'estero per tentare di salvarlo.
Morì in ospedale a seguito delle lesioni cerebrali riportate cinque giorni dopo, il 27 maggio.
Il suo corpo fu inviato ad Atene in treno. Il giorno dopo nella capitale il suo funerale divenne una manifestazione di massa. Più di 500.000 persone si radunarono per protestare contro il governo di destra e la Casa Reale, visti da molti come complici delle attività degli estremisti di destra.

## Il processo e le conseguenze politiche
Inizialmente gli avvenimenti furono presentati come un incidente stradale. Il primo ministro Kōnstantinos Karamanlīs arrivò a dire che: "Questi incidenti possono verificarsi nella maggior parte dei paesi democratici senza che il governo sia ritenuto responsabile"
Le indagini successive, condotte dal giudice istruttore Chrīstos Sartzetakīs e dal Procuratore Generale P. Delaportas portarono a conclusioni ben diverse: stabilirono che Lambrakis fu deliberatamente aggredito da due uomini appartenenti a movimenti di estrema destra. La cattura dei due esecutori e le dichiarazioni da loro rilasciate dimostrarono la complicità dei membri della gendarmeria e della polizia, tra cui il capo della polizia di Salonicco e il generale Mitsou, comandante della gendarmeria della Grecia del Nord.
Tutto ciò provocò uno scandalo che colpì duramente il governo di Karamanlis, che, pur non essendo il diretto mandante dell'attentato, mostrò di essere privo di autorità su larga parte dei servizi di sicurezza e delle forze armate.

La lettera Ζ, che sta per "Zei!" che vuol dire "È vivo!" in greco. Questa lettera apparve come graffito sui muri di tutta la Grecia dopo l'attentato. Presto divenne simbolo della lotta all'oppressione della dittatura. Da essa trasse ispirazione Vassilis Vassilikos per il titolo del suo romanzo.

Karamanlis si dimise nel mese di luglio. Alle elezioni del novembre 1963 vinse l'Unione di Centro con la maggioranza relativa del 40% dei voti, mentre l'ERE di Karamanlis ottenne solo il 15%; Geōrgios Papandreou, segretario dell'Unione, divenne primo ministro, ma non volendo governare con l'EDA si ritrovò senza la maggioranza assoluta in parlamento e poco dopo si dimise. Nelle successive elezioni del 1964 Papandréu riuscì a ottenere più del 50% dei voti e poté formare il governo con un programma politico di rinnovamento democratico.
Pur avendo il governo una vasta popolarità, Papandréu ebbe forti contrasti con re Costantino II, che lo costrinse alle dimissioni. Il re nominò quindi un nuovo governo formato dalla destra e dai centristi uniti, che però non aveva la legittimazione popolare.
La prospettiva di un'altra sconfitta elettorale delle destre alle elezioni del 1967, portarono al colpo di Stato del 21 aprile 1967.
Papandréu fu arrestato e morì agli arresti domiciliari nel 1968. Christos Sartzetakis venne espulso dalla magistratura, perseguitato, torturato e imprigionato. Sarà rilasciato solo nel 1971 a seguito di pressioni dell'opinione pubblica internazionale (con il ritorno alla democrazia sarà eletto Presidente della repubblica dal 1985 al 1990).

## L'eredità

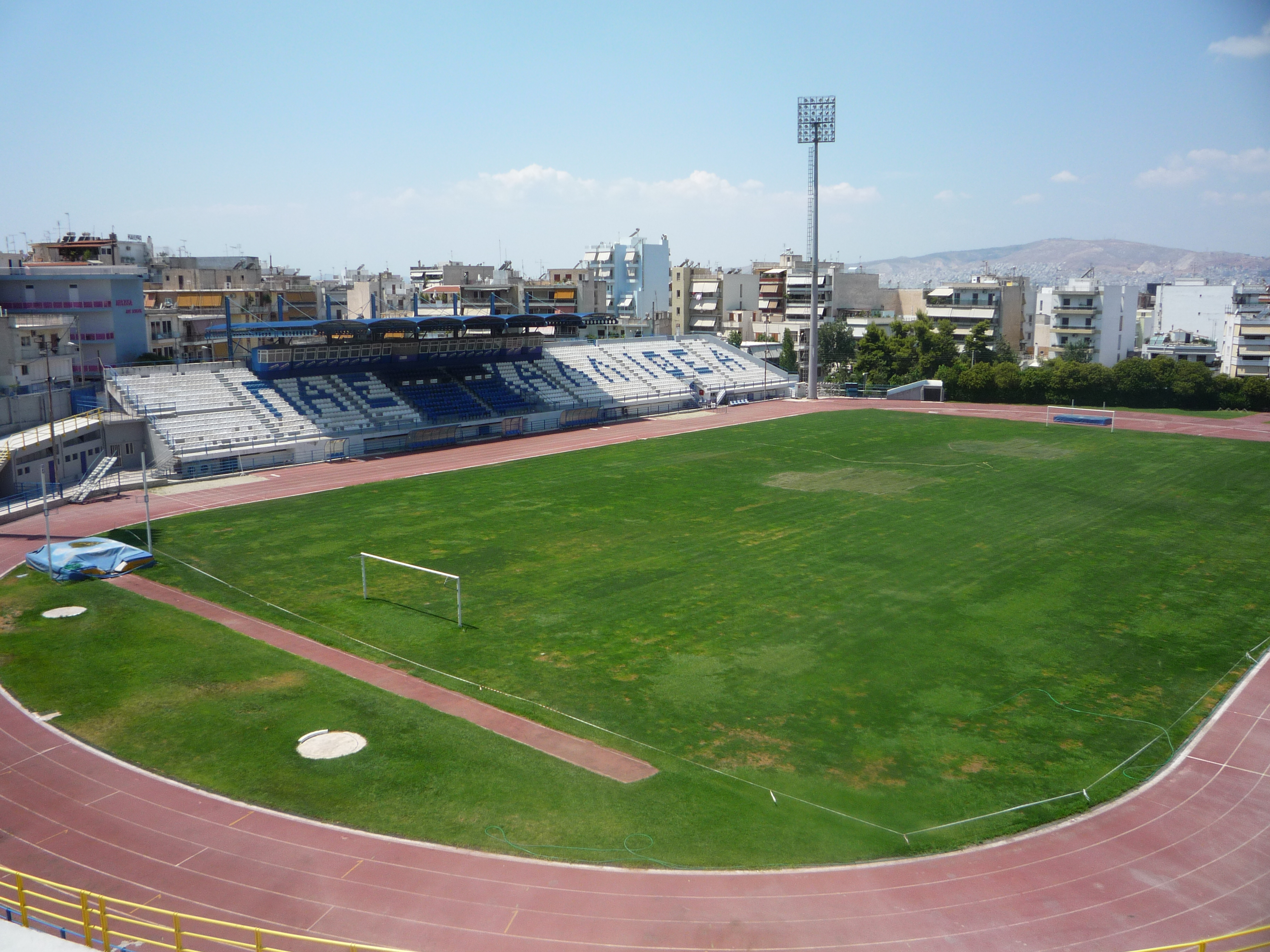
Lo stadio Comunale di Kallithea intitolato a Gregoris Lambrakis

Lambrakis rimane nei cuori del popolo greco come simbolo nazionale della democrazia, come rappresentante della lotta contro la repressione politica, l'autoritarismo e la dipendenza dagli
stati stranieri.
Pochi giorni dopo la sua morte fu creato un nuovo movimento, guidato da Mikīs Theodōrakīs, chiamato Movimento democratico Giovanile Grigoris Lambrakis (Δημοκρατική Κίνηση Νέων Γρηγόρης Λαμβράκης [ΔΚΝΓΛ] ). Dopo il golpe del 21 aprile 1967, la Gioventù Lambrakis e tutti i movimenti giovanili non governativi furono sciolti e venne decretato un divieto totale sulla musica di Theodorakis e sui canti del "Komsomol", vale a dire la Gioventù Lambrakis.
Dopo la caduta della dittatura militare nel 1974, numerosi luoghi, tra cui uno stadio di calcio a Kallithea, strade e piazze in tutto il paese, sono state rinominate in onore di Grigoris Lambrakis.
La vita e la morte di Grigoris Lambrakis ha ispirato l'autore Vasilīs Vasilikos a scrivere il romanzo  "Z" . Il titolo sta per la lettera iniziale della parola greca "Zei" ( "[Egli] vive!" ), un famoso graffito, che cominciò ad apparire sui muri degli edifici delle città greche dopo l'omicidio, a simboleggiare la protesta crescente contro il potere politico che aveva consentito l'assassinio di Lambrakis.
Nel 1969, il regista greco-francese Costa-Gavras trasse dal libro il film Z - L'orgia del potere, vincitore dell'Oscar al miglior film straniero, con Yves Montand nel ruolo di Lambrakis, Jean-Louis Trintignant nel giudice Sartzetakis e Irene Papas nella vedova di Lambrakis.